# Taylor Lake Village
Taylor Lake Village – miasto w Stanach Zjednoczonych, w stanie Teksas, w hrabstwie Harris.